# سند علي
سند علي (مواليد 13 نوفمبر 1988) لاعب كرة قدم إماراتي يجيد اللعب في الهجوم.
لعب سابقاً مع أندية النصر الشباب واتحاد كلباء ودبا الفجيرة و الظفرة وعجمان و حتا و التعاون و لا ليغا اس بي سي.

## روابط خارجية
- سند علي على موقع Soccerway.com (الإنجليزية)